# 遅すぎると僕は思えない
「遅すぎると僕は思えない」（おそすぎるとぼくはおもえない）は、1994年10月21日に発売された崎谷健次郎の通算17枚目のシングル。「誰のために雪は降る」（だれのためにゆきはふる）をカップリングに収録している。

## 解説
- プロデュースは、秋元康・崎谷健次郎。
- CDジャケットは、無地の背景に暗色系のセーター、スラックス姿で俯き加減の崎谷の全身像が配されている[3]。制作はサン・アドのスタッフが関わっている。
- 全曲のコンピューター・プログラミング、キーボード、ボーカル、バックグラウンド・ボーカルは、崎谷健次郎。
- 全曲のシンセ・オペレーターは、崎谷健次郎・北城浩志。

1. 遅すぎると僕は思えない
  - 崎谷の楽曲では初のボサノバソング。
  - ガット・ギター：渡辺格。
  - 8th.アルバム『delicate』に収録されている。
  - 4th.ベストアルバム『崎谷健次郎 GOLDEN☆BEST』に収録されている。
2. 誰のために雪は降る
  - 崎谷の楽曲では初のクリスマスソング。
  - 崎谷によれば、「クリスマスデイを一回歌ってみたく･･･この曲は自信作」[4]。
  - エレクトリック・ギター：渡辺格。
  - 日本テレビ音楽番組「M-STAGE」（1994年12月20日放映）に出演した際は、バンド編成で演奏・歌唱した。
  - 2016年12月1日から同月25日にかけて、コンビニエンスストアチェーン・コミュニティ・ストアの店内クリスマスBGMに選曲された。
  - 8th.アルバム『delicate』に収録されている。
  - 2nd.ベストアルバム『KENJIRO SAKIYA COMPLETE BEST Love Ballads』に収録されている。
  - 3rd.ベストアルバム『崎谷健次郎 BEST COLLECTION』に収録されている。
  - 1st.カバーアルバム『Christmas Day 〜Deluxe edition〜』には、リアレンジ・バージョンが新録されている。
  - 3rd.カバーアルバム『The Christmas Song』にリアレンジ・バージョンが採録されている。
  - オムニバスアルバム『「スキーの国で逢いましょう」〜アクティブ・スキーイング』（ポニーキャニオン PCCA-00702）に採録されている。
  - オムニバスアルバム『ROOMS vol.4 やさしさの行方』（ポニーキャニオン PCCA-00821）に採録されている。
  - オムニバスアルバム『Snow Candle』（フォーライフ FLCF-3899）に採録されている。

## 収録曲
1. 遅すぎると僕は思えない
  - 作詞：秋元康、作曲 / 編曲：崎谷健次郎
2. 誰のために雪は降る
  - 作詞：秋元康、作曲 / 編曲：崎谷健次郎
3. 遅すぎると僕は思えない (original karaoke)
  - 作曲 / 編曲：崎谷健次郎